# L'ultimo fuorilegge (film 1952)
L'ultimo fuorilegge (The Cimarron Kid) è un film del 1952 diretto da Budd Boetticher.
È un film western statunitense con Audie Murphy, Beverly Tyler e James Best. È il remake di Solo contro il mondo (The Doolins of Oklahoma) del 1949.

## Trama
Bill Doolin viene rilasciato dal carcere e sta andando a casa in treno quando viene raggiunto dai suoi vecchi amici, la Banda Dalton, e costretto a riunirsi a loro. Doolin si ritrova quindi accusato di aiutare i criminali e diventa un fuggitivo fuorilegge.

## Produzione
Il film, diretto da Budd Boetticher su una sceneggiatura e un soggetto di Louis Stevens e Kay Lenard, fu prodotto da Ted Richmond per la Universal International Pictures e girato nella Contea di Tuolumne e negli Universal Studios a Universal City in California. Il film è stato il primo western d Budd Boetticher che in seguito divenne famoso per il suo lavoro nel genere.

## Distribuzione
Il film fu distribuito con il titolo The Cimarron Kid negli Stati Uniti dal 13 gennaio 1952 al cinema dalla Universal Pictures.
Alcune delle uscite internazionali sono state:
- in Svezia il 31 marzo 1952 (Cimarron Kid)
- nelle Filippine il 4 novembre 1952
- in Francia il 14 novembre 1952 (À feu et à sang)
- in Germania Ovest il 28 novembre 1952 (Flucht vor dem Tode)
- in Finlandia il 4 dicembre 1952 (Kostaja Kid)
- in Francia il 16 gennaio 1953 (Parigi)
- in Austria nel giugno del 1953 (Flucht vor dem Tode)
- in Danimarca il 3 ottobre 1955 (De ni desperados)
- in Portogallo il 31 ottobre 1955 (O Último Bandoleiro)
- in Spagna (Cimarron Kid)
- in Cile (El último cartucho)
- in Brasile (O Último Duelo)
- in Grecia (Oloi gyro mou skotothikan)
- in Italia (L'ultimo fuorilegge)

## Critica
Secondo il Morandini il film è "di normale amministrazione sino alla mediocrità, con una buona interpretazione di Murphy".